# Lucia Scardoni
Lucia Scardoni (Verona, 22 marzo 1991) è una fondista italiana. Ha rappresentato l'Italia ai Giochi olimpici invernali di Pyeongchang 2018; nella stagione successiva ai Mondiali di Seefeld in Tirol è stata 34ª nella 10 km, 25ª nella sprint, 11ª nella sprint a squadre e 7ª nella staffetta, mentre a quelli di Oberstdorf 2021 si è classificata 48ª nella 10 km, 15ª nella sprint e 11ª nella sprint a squadre. L'anno dopo ai XXIV Giochi olimpici invernali di Pechino 2022 si è piazzata 38ª nella 10 km, 29ª nella sprint, 13ª nella sprint a squadre e 8ª nella staffetta.

## Palmarès

### Coppa del Mondo
- Miglior piazzamento in classifica generale: 30ª nel 2021